# Пливање на Летњим олимпијским играма 2012 — 200 метара делфин за мушкарце
Пливачка трка на 200 метара делфин стилом за мушкарце на Летњим олимпијским играма 2012. у Лондону одржана је 30. јула (квалификације) и 31. јула (финале) на базену центра за водене спортове. Учествовало је укупно 37 такмичара из 28 земаља.
Златну медаљу освојио је млади пливач из Јужноафричке Републике Чад ле Клос, док је бранилац злата из Пекинга 2008. Американац Мајкл Фелпс био сребрни.
У финалној трци учествовао је и српски пливач Велимир Стјепановић који је заузео 6. место. Био је то тек други пут у историји да је Србија имала финалисту у пливању на олимпијском турниру (након Чавића 2008).

## Освајачи медаља
|             | Резултат    |             | Резултат |               | Резултат |
|             |             |             |          |               |          |
| Чад ле Клос | 1:52,96 АФР | Мајкл Фелпс | 1:53,01  | Такеши Мацуда | 1:53,21  |

## Рекорди
Пре почетка олимпијских игара у овој дисциплини важили су следећи рекорди:
| Светски рекорд    | Мајкл Фелпс | 1:51,51 | Рим, Италија | 29. јул 2009.    | [ 1 ] |
| Олимпијски рекорд | Мајкл Фелпс | 1:52,03 | Пекинг, Кина | 13. август 2008. | [ 2 ] |

## Учесници
Укупно 35 пливача из 26 земаља учествовало је у овој пливачкој дисиплини. Од тог броја њих 23 је изборило директан пласман испливавши квалификациону норму од 1:56,85 секунди. Такмичари који су имали време боље од 2:00,95 (њих 11) су накнадно добили позив за учешће на играма. Преостала 1 квота је додељена олимпијском комитету Андоре у виду специјалне позивнице.
| Начин квалификације                       | Квота | Квалификанти |
| ----------------------------------------- | ----- | --- |
| Олимпијска А норма 1:56,85                | 2     | Ник Дарси Крис Рајт |
| Олимпијска А норма 1:56,85                | 2     | Леонардо де Деуш Кајо Алмеида |
| Олимпијска А норма 1:56,85                | 2     | Чен Јин Ву Пенг |
| Олимпијска А норма 1:56,85                | 2     | Џозеф Роубак Роберто Павони |
| Олимпијска А норма 1:56,85                | 2     | Јоанис Дримонакос Стефанос Димитријадис |
| Олимпијска А норма 1:56,85                | 2     | Бенце Бико Ласло Чех |
| Олимпијска А норма 1:56,85                | 2     | Казуја Канеда Такеши Мацуда |
| Олимпијска А норма 1:56,85                | 2     | Марћин Цјешлак Павел Коржениовски |
| Олимпијска А норма 1:56,85                | 2     | Мајкл Фелпс Тајлер Клари |
| Олимпијска А норма 1:56,85                | 1     | Динко Јукић |
| Олимпијска А норма 1:56,85                | 1     | Николај Скворцов |
| Олимпијска А норма 1:56,85                | 1     | Велимир Стјепановић |
| Олимпијска А норма 1:56,85                | 1     | Џозеп Скулинг |
| Олимпијска А норма 1:56,85                | 1     | Чад ле Клос |
| Олимпијско квалификационо време – 2:00,95 | 11    | Роберт Жбогар Александар Лис Александру Коци Педро Оливеира Дејвид Шарп Иља Чујев Хсу Ђи-Ђије Маркос Левадо Маурисио Фиол Виљануева Гал Нево Омар Андрес Пинзон |
| Специјална позивница                      | 1     | Hocine Haciane |
| Укупно                                    | 35    | |

## Квалификације
У квалификацијама је учествовало 37 такмичара уз 29 земаља подељених у 5 група, а пласман у полуфинале обезбедило је 16 такмичара са најбољим резултатима.
Српски пливач Велимир Стјепановић који је победио у трећој квалификационој групи поставио је нови национални рекорд у времену 1:54,99.
| Пла. | Трка | Стаза | Пливач               | НОК                       | Резултат | Нап.   |
| ---- | ---- | ----- | -------------------- | ------------------------- | -------- | ------ |
| 1.   | 5    | 3     | Динко Јукић          | Аустрија                  | 1:54,79  | КВ     |
| 2.   | 5    | 6     | Тајлер Клари         | Сједињене Америчке Државе | 1:54,96  | КВ     |
| 3.   | 3    | 7     | Велимир Стјепановић  | Србија                    | 1:54,99  | КВ, НР |
| 4.   | 3    | 3     | Чад ле Клос          | Јужноафричка Република    | 1:55,23  | КВ     |
| 5.   | 5    | 4     | Мајкл Фелпс          | Сједињене Америчке Државе | 1:55,53  | КВ     |
| 6.   | 3    | 5     | Чен Јин              | Кина                      | 1:55,60  | КВ     |
| 7.   | 3    | 6     | Казуја Канеда        | Јапан                     | 1:55,70  | КВ     |
| 8.   | 4    | 4     | Такеши Мацуда        | Јапан                     | 1:55,81  | КВ     |
| 9.   | 4    | 3     | Ласло Чех            | Мађарска                  | 1:55,86  | КВ     |
| 10.  | 3    | 4     | Ву Пенг              | Кина                      | 1:55,88  | КВ     |
| 11.  | 5    | 2     | Павел Кожењовски     | Пољска                    | 1:56,09  | КВ     |
| 12.  | 5    | 5     | Ник Дарси            | Аустралија                | 1:56,25  | КВ     |
| 13.  | 4    | 5     | Бенце Бико           | Мађарска                  | 1:56,51  | КВ     |
| 14.  | 5    | 1     | Крис Рајт            | Аустралија                | 1:56,69  | КВ     |
| 15.  | 4    | 1     | Николај Скворцов     | Русија                    | 1:56,76  | КВ     |
| 16.  | 3    | 1     | Јоанис Дримонакос    | Грчка                     | 1:56,97  | КВ     |
| 17.  | 4    | 6     | Кајо Алмеида         | Бразил                    | 1:56,99  |        |
| 17.  | 3    | 2     | Џозеф Роубак         | Уједињено Краљевство      | 1:56,99  |        |
| 19.  | 4    | 7     | Марћин Цјешлак       | Пољска                    | 1:57,07  |        |
| 20.  | 5    | 7     | Роберто Павони       | Уједињено Краљевство      | 1:57,55  |        |
| 21.  | 4    | 2     | Леонардо де Деуш     | Бразил                    | 1:58,03  |        |
| 22.  | 2    | 3     | Педро Оливеира       | Португалија               | 1:58,45  |        |
| 23.  | 4    | 8     | Стефанос Димитриадис | Грчка                     | 1:58,79  |        |
| 24.  | 3    | 8     | Роберт Жбогар        | Словенија                 | 1:58,99  |        |
| 25.  | 2    | 8     | Маурисијо Фиол       | Перу                      | 1:59,02  |        |
| 26.  | 5    | 8     | Џозеп Скулинг        | Сингапур                  | 1:59,18  |        |
| 27.  | 2    | 1     | Маркос Левадо        | Венецуела                 | 1:59,31  |        |
| 28.  | 2    | 2     | Иља Чујев            | Украјина                  | 1:59,65  |        |
| 29.  | 2    | 5     | Александру Коци      | Румунија                  | 1:59,67  |        |
| 30.  | 2    | 7     | Хсу Ђи-Ђије          | Кинески Тајпеј            | 1:59,81  |        |
| 31.  | 2    | 6     | Дејвид Шарп          | Канада                    | 1:59,87  |        |
| 32.  | 1    | 4     | Гал Нево             | Израел                    | 1:59,98  |        |
| 33.  | 2    | 4     | Александар Лис       | Швајцарска                | 2:00,13  |        |
| 34.  | 1    | 3     | Омар Пинзон          | Колумбија                 | 2:02,32  |        |
| 35.  | 1    | 6     | Дијего Кастиљо       | Панама                    | 2:04,72  |        |
| 36.  | 1    | 5     | Јусеф ел-Аскари      | Кувајт                    | 2:05,41  |        |
| 37.  | 1    | 2     | Хосин Хасијане       | Андора                    | 2:06,37  |        |

## Полуфинале
Полуфинале 1
| Пла. | Стаза | Пливач            | НОК                       | Резултат | Нап.   |
| ---- | ----- | ----------------- | ------------------------- | -------- | ------ |
| 1.   | 6     | Такеши Мацуда     | Јапан                     | 1:54,25  | КВ     |
| 2.   | 5     | Чад ле Клос       | Јужноафричка Република    | 1:54,34  | КВ, РА |
| 3.   | 3     | Чен Јин           | Кина                      | 1:54,43  | КВ     |
| 4.   | 4     | Тајлер Клари      | Сједињене Америчке Државе | 1:54.93  | КВ     |
| 5.   | 2     | Пенг Ву           | Кина                      | 1:55,65  |        |
| 6.   | 7     | Ник Дарси         | Аустралија                | 1:56,07  |        |
| 7.   | 8     | Јоанис Дримонакос | Грчка                     | 1:58,05  |        |
| 8.   | 1     | Крис Рајт         | Аустралија                | 1:58,56  |        |

Полуфинале 2
| Пла. | Стаза | Пливач              | НОК                       | Резултат | Нап. |
| ---- | ----- | ------------------- | ------------------------- | -------- | ---- |
| 1.   | 3     | Мајкл Фелпс         | Сједињене Америчке Државе | 1:54,53  | КВ   |
| 2.   | 4     | Динко Јукић         | Аустрија                  | 1:54,95  | КВ   |
| 3.   | 7     | Павел Кожењовски    | Пољска                    | 1:55,04  | КВ   |
| 4.   | 5     | Велимир Стјепановић | Србија                    | 1:55,13  | КВ   |
| 5.   | 1     | Бенце Бико          | Мађарска                  | 1:55,36  |      |
| 6.   | 6     | Казуја Канеда       | Јапан                     | 1:55,56  |      |
| 7.   | 2     | Ласло Чех           | Мађарска                  | 1:55,88  |      |
| 8.   | 8     | Николај Скворцов    | Русија                    | 1:56,53  |      |

## Финале
| Пла. | Стаза | Пливач              | НОК                       | Резултат | Нап. |
| ---- | ----- | ------------------- | ------------------------- | -------- | ---- |
|      | 5     | Чад ле Клос         | Јужноафричка Република    | 1:52,96  | АФР  |
|      | 6     | Мајкл Фелпс         | Сједињене Америчке Државе | 1:53,01  |      |
|      | 4     | Такеши Мацуда       | Јапан                     | 1:53,21  |      |
| 4.   | 7     | Динко Јукић         | Аустрија                  | 1:54,35  | НР   |
| 5.   | 2     | Тајлер Клари        | Сједињене Америчке Државе | 1:55,06  |      |
| 6.   | 8     | Велимир Стјепановић | Србија                    | 1:55,07  |      |
| 7.   | 1     | Павел Кожењовски    | Пољска                    | 1:55,08  |      |
| 8.   | 3     | Чен Јин             | Кина                      | 1:55,18  |      |